# Halle Open 2024
Halle Open 2024 — тенісний турнір, що проходив на трав'яних кортах у місті Галле, Німеччина з 17 до 23 червня. Належав до категорії ATP 500.

## Фінальна частина

### Одиночний розряд
Яннік Сіннер —  Губерт Гуркач 7–6(10–8), 7–6(7–2)

### Парний розряд
Сімоне Болеллі /  Андреа Вавассорі —  Кевін Кравіц /  Тім Пюц 7–6(7–3), 7–6(7–5)